# Asyndetus thaicus
Asyndetus thaicus är en tvåvingeart som beskrevs av Patrick Grootaert och Henk J.G. Meuffels 2003. Asyndetus thaicus ingår i släktet Asyndetus och familjen styltflugor.
Artens utbredningsområde är Thailand. Inga underarter finns listade i Catalogue of Life.